# Huaizhong (köpinghuvudort i Kina, Jiangxi Sheng, lat 27,09, long 114,36)
Huaizhong är en köpinghuvudort i Kina. Den ligger i provinsen Jiangxi, i den sydöstra delen av landet, omkring 230 kilometer sydväst om provinshuvudstaden Nanchang. Antalet invånare är 20 386. Befolkningen består av 9 947 kvinnor och 10 439 män. Barn under 15 år utgör 20,0 %, vuxna 15-64 år 71 %, och äldre över 65 år 8,0 %.
Runt Huaizhong är det ganska tätbefolkat, med 179 invånare per kvadratkilometer. Närmaste större samhälle är Zhouhu, 17,8 km nordost om Huaizhong. I omgivningarna runt Huaizhong växer i huvudsak blandskog.
Genomsnittlig årsnederbörd är 2 072 millimeter. Den regnigaste månaden är maj, med i genomsnitt 322 mm nederbörd, och den torraste är oktober, med 28 mm nederbörd.